# August Friedrich Wilhelm Franz von Zastrow
August Friedrich Wilhelm Franz von Zastrow (né le 10 août 1749 à Neuruppin et mort le 18 décembre 1833 à Berlin) est un général de division prussien.

## Famille
August Friedrich Wilhelm Franz von Zastrow est issu de la famille von Zastrow.
Il est le fils de Christian Wilhelm von Zastrow (1712-1758), major et commandant du 34e régiment d'infanterie (prince Ferdinand) et de Christiane Auguste von Boden (morte le 17 février 1776), fille du ministre prussien des Finances August Friedrich von Boden (de) (1682–1762).
Il est marié à Wilhelmine Amalie von Beer (de) de la branche de Stolzenhagen (1766-1832) depuis 1784.
Son frère est le général Wilhelm von Zastrow (1752–1830). Sa sœur Frederike Wilhelmine Louise Sophie est mariée au général de division Johann Adolph von Lützow.

## Biographie
La carrière de Zastrow débute en 1762 à l'Académie de chevalerie de Brandebourg, en 1764 il est cadet dans le 11e régiment de cuirassiers, en 1766 il est cornette, et en 1771 il a le grade d'officier de lieutenant.
À partir de 1774, il sert comme adjudant d'inspection, d'abord auprès du général Krusemarck, puis auprès du général Prittwitz. En 1778, Zastrow est capitaine d'état-major et participe à la guerre de Succession de Bavière. En 1790, il est promu major et démissionne pour la première fois en 1793 pour se rendre dans son domaine de Hohenlandin.
Dès 1804, Zastrow est cependant réembauché comme assistant dans le 1er département des affaires de la cavalerie au sein du Collège de la guerre suprême et est promu colonel la même année. En 1806, il est à nouveau promu, cette fois avec le grade de major général.
En 1813, il travaille encore comme officier de division d'arrondissement de la Landsturm dans l'arrondissement du Haut-Barnim et au quartier général de l'armée du Nord près de Bernadotte. En 1814, Zastrow prend finalement sa retraite.